# Thom Holterman
Thomas (Thom) Holterman ( 1942 ) est un juriste néerlandais qui étudie la relation entre l'anarchisme et le droit.

## Biographie
Thom Holterman est un antimilitariste et refuse le service militaire ; il est reconnu en tant qu'objecteur de conscience et effectue à ce titre un service de remplacement comme élève infirmier dans un établissement psychiatrique, le RPI d'Eindhoven, de septembre 1962 à septembre 1964.
En 1974, il devient un collaborateur permanent de l'Anarchist Magazine AS. Il écrit également des articles et des recensions d'ouvrages pour le magazine mensuel De Vrijdenker de l'association des libres penseurs De Vrije Gedachte (en). Selon lui, la libre pensée et l'anarchisme ont beaucoup en commun, ce qui peut être résumé dans le slogan Ni Dieu ni maître (« dieu ou autorité »).
En 1977, Holterman devient professeur de droit constitutionnel à l'Université Érasme de Rotterdam où il enseigne jusqu'à sa (pré)retraite le 1er janvier 2003,. Il s'implique dans le droit à partir des principes anarchistes. Il s'interroge principalement sur la relation entre l'anarchisme et le droit, et aussi avec la question de savoir si, et si oui dans quelle mesure et de quelle manière, l'anarchisme en tant que mouvement social et en tant que théorie, peut avoir un sens pour le droit et les concepts juridiques.
Il obtient son doctorat en droit en soutenant sa thèse intitulée Law and Political Organization: a study of convergence in views on law and political organization of some anarchists and some legal scholars (Rotterdam, 1986).
En 2013, il publie son premier livre en français : L'Anarchisme, c'est réglé! Un exposé anarchiste sur le droit (Lyon, 2013).

## Influence
En ce qui concerne l'arrière-plan de sa réflexion sur l'anarchisme et le droit, Thom Holterman est influencé notamment par les textes de l'avocate libertaire et philosophe sociale Clara Meijer Wichmann (1885-1922) et par les vues sur le droit du juriste néerlandais Jack ter Heide (1923-1988), professeur d'introduction au droit à la faculté de droit de l'Université Érasme de Rotterdam, dont il est élève au début des années 1970. Dès 1975, il lie leurs deux idées, et publie la Théorie environnementale fonctionnelle du droit, dans le Magazine De As n° 17 (1975), thèmes : Crime / Punition / Justice de classes.

## Publications
- Thom Holterman, Une vision différente de l'État, un syndrome anarchiste  (ISBN 90 268 0834 8) Ed. Kluwer, 1975
- Thom Holterman, Law and state, Criticism of civil fixes, brochure, Gröningen, 1977.
- L'anarchisme comme source d'inspiration, préfacé par Henc van Maarseveen et introduit par Thom Holterman ; publié par le Studium Generale Rotterdam, printemps 1978. Rudolf de Jong, Hans Ramaer, Frans Boenders, Thom Holterman, Wim van Dooren, Étienne Balibar et Anton Constandse ont contribué à cette collection.
- Thom Holterman, Law in Anarchism, pamphlet, Amsterdam, 1979 ; il s'agit d'un commentaire sur "Proudhon et l'autogestion ouvrière" de Daniel Guérin, également repris dans la brochure.
- LIBÉRATION - une sélection de l'œuvre de Clara Meijer Wichmann, par Thom Holterman et Hans Ramaer, Uitg. Fondation de la brochure, Amsterdam, 1979
- Thom Holterman, Conception anarchiste de l'État, Un paradoxe ?, éd. Kluwer, 1980,  (ISBN 90 268 1174 8)
- Thom Holterman, State Sovereignty, Democracy and the Principle of Domicile, dans : Également réglé, Sur la situation juridique des étrangers résidant en permanence aux Pays-Bas, Ars Aequi Libri, 1984,  (ISBN 90 70094 88 6)
- Thom Holterman et Henc van Maarseveen, Droit et anarchisme, Montréal, 1984.
- Thom Holterman, Anti-militarisme et science critique du droit constitutionnel, dans : PWC Akkermans, LTA Rutges, GTM van der Tang, Droit constitutionnel : savant, science ? Conférence constitutionnelle 1985, édition de l'Université Érasme de Rotterdam, 1986,  (ISBN 90 6856 012 3).
- Thom Holterman, Droit et organisation politique, Une enquête sur la convergence des points de vue sur le droit et l'organisation politique chez certains anarchistes et certains juristes, Zwolle, 1986,  (ISBN 90 271 2541 4) (mémoire).
- Thom Holterman, Loi concernant les communautés juridiques décentralisées, 3e édition, 1998,  (ISBN 90 271 5374 4) Uitg. Tjeenk Willink
- Thom Holterman, L'arbitraire argumentatif et la pratique du droit constitutionnel, Tjeenk Willink, 1988,  (ISBN 90 271 2884 7)
- Thom Holterman, Pratique académique et droit public, dans : Th. Holterman, C. Riezenbos (ea, éd. ), Concepts généraux de droit constitutionnel, Tjeenk Willink, 1991 (troisième édition),  (ISBN 90 2713365 4)
- Thom Holterman, Le phénomène de l'arbitraire argumentatif, dans : EF Feteris, H. Kloosterhuis (ea, éd. ), Reasoned, Contributions au symposium Legal argumentation, Rotterdam 11 juin 1993, Ars Aequi Libri, 1994,  (ISBN 90 6916 155 9)
- Thom Holterman, Constantes en droit public : en vue de gouverner, éd. Tjeenk Willink, 1995,  (ISBN 90 271 4118 5)
- Thom Holterman, Citoyenneté : entre acte de citoyenneté et contrat d'intégration, in : Deux siècles de droit constitutionnel aux Pays-Bas, Conférence constitutionnelle 1996, Uitg. Tjeenk Willink, 1997,  (ISBN 90 271 4716 7)
- Thom Holterman, Political Participation and Migrants, dans : M. van de Hel, G. Reisenstadt (ea, éd. ), Loi sur l'immigration, Stg. Ars Aequi, 2000,  (ISBN 90 6916 363 2)
- Thom Holterman, Loi sur les étrangers / édition 6 / admission et séjour des étrangers aux Pays-Bas Ed. Kluwer, 2002
- Thom Holterman, ORDE : une perspective anarchiste pour la pratique du droit (d'État), in : CJ Bax, MC de Voogd (éd. ), Du constitutionnalisme et de l'anarchisme, rédaction présentée à Th. Holterman et GFM van der Tang, Université Érasme de Rotterdam / Kluwer, 2003,  (ISBN 90 130 0298 6)
- Thom Holterman, L'anarchisme c'est réglé Un exposé anarchiste sur le droit, Atelier de création libertaire, Lyon, 2013,  (ISBN 978-2-35104-065-2)[4].
- Thom Holterman, L'anarchisme au pays des provos Constantes, organisations et force critique des libertaires hollandais, Atelier de création libertaire, Lyon, 2015,  (ISBN 978-2-35104-078-2)[5]
- Thom Holterman, Le 'regole' dell'anarchismo Considerazioni anarchiche sul diritto, Les Milieux Libres Edizioni, Soazza (CH), 2016,  (ISBN 978-88-941953-2-3) ; [traduction du français]
- Thom Holterman, Anarchisme aux Pays-Bas, Kelder Uitgeverij, Utrecht, 2017,  (ISBN 978-90-79395-316) ; [traduction et adaptation du français]
- Thom Holterman, Nations sans État, Anthropologie et doctrines libertaires, Kelder Uitgeverij, Utrecht, 2018,  (ISBN 978-90-79395-39-2)
- Thom Holterman : dans : magazine De AS n° 179, automne 2012, thème Anarchism & Law[6].